# 松荫堂
25°13′37″N 116°49′18″E / 25.22694°N 116.82167°E
松荫堂位于中国福建省上杭县古田镇八甲村，又名“耕心堂”，建于清嘉庆十二年（1807年），建筑面积850平方米，占地面积1235平方米。1929年12月红四军进驻古田，前委机关和政治部设在松荫堂，毛泽东、陈毅住在这里。2005年被列为第六批福建省文物保护单位。2006年作为古田会议旧址群之一并入第一批全国重点文物保护单位古田会议会址。
- 正前面
- 右前面
- 天井院
- 侧方天井院
- 底层大厅
- 二层毛泽东旧居
- 二层毛泽东旧居
- 二层陈毅旧居